# Chromosoom 2
Chromosoom 2 is een chromosoom in het menselijk lichaam dat ongeveer 243 miljoen basenparen DNA bevat. Het staat voor 7,25 tot 8,1 procent van het totale DNA in cellen.

## Evolutie

Het samensmelten van de 2 chromosomen tot 1 chromosoom, met de verschillende overblijfselen van het telomeer en het centromeer

Chromosoom 2 is het resultaat van een samensmelting van twee uiteinden van twee voorouderlijke chromosomen. Deze zijn wel bij andere mensapen aanwezig, maar zijn in de loop van de menselijke evolutie samengesmolten tot één lange chromosoom. De naaste verwant van de mens, de bonobo heeft een vrijwel identieke DNA-volgorde als die van de menselijke chromosoom 2, maar deze zijn over twee verschillende chromosomen verdeeld. Chromosoom 2 heeft hierdoor in plaats van op één positie centromeer, op twee posities centromeer, en in plaats van op twee posities telomeer, op drie posities telomeer.
Dit is de reden waarom een mens 23 paar chromosomen heeft en andere mensapen 24 paar chromosomen.

## Te herleiden aandoeningen
Aanleg voor onder meer de volgende aandoeningen is te herleiden tot een fout (een verkeerde structuur of aantal basenparen) op chromosoom 2:
- twee aangeboren hartspierafwijkingen
- collageenafwijkingen die tot bot- of bindweefselziekten leiden
- staar
- aanleg voor polydactylie
- aanleg voor obesitas
- aanleg voor zwangerschapsvergiftiging
- het syndroom van Waardenburg type 1 en 3

1 ·
2 ·
3 ·
4 ·
5 ·
6 ·
7 ·
8 ·
9 ·
10 ·
11 ·
12 ·
13 ·
14 ·
15 ·
16 ·
17 ·
18 ·
19 ·
20 ·
21 ·
22 ·
X ·
Y